# 若林豪 (プロデューサー)
若林 豪（わかばやし ごう、1979年 - ）は、日本の男性アニメプロデューサー。東映アニメーションを経て現在はアニプレックスに所属。東京都墨田区出身。 上智大学卒業。

## 来歴・人物
アメリカ在住経験のある帰国子女で、マサチューセッツ州の高校を経て、カリフォルニア州のサンタモニカカレッジに通う。当時は現地に友達が少なかったため、映画館、中でも名画座によく通い、1970年代の東映のヤクザ映画を見て映画に目覚めるようになった。後に『バトル・ロワイアル』のパブリシティでアメリカを訪れていた監督の深作欣二と直接話す機会があり、映画の面白さを熱く語る深作の感覚や話が面白く、その影響を受けて映画業界を志すようになる。
帰国後、東映を就職先として志望するが、当時は隔年採用だったこともあり、2004年に子会社の東映アニメーションに入社。入社1年目から海外営業担当としてフランスに赴任し、4年間ヨーロッパや中東でアニメ作品の営業に携わる。
アニメ制作のロケハンでフランスを訪れていたプロデューサーの関弘美に出会ったことで、企画部に異動、『ハートキャッチプリキュア!』のアシスタントプロデューサー、『トリコ』のサブプロデューサーを経て、『ドラゴンボール改』『聖闘士星矢Ω』のプロデューサーを務める。2014年から2年間は人事交流で東映に出向、『烈車戦隊トッキュウジャー』『手裏剣戦隊ニンニンジャー』といった特撮作品に携わる。
東映アニメーションに戻った2016年に退社し、アニプレックスに移籍。2019年公開の『劇場版シティーハンター 〈新宿プライベート・アイズ〉』などのプロデューサーとなっている。
かつての上司である東映アニメーションの清水慎治は若林について「マジメな大器晩成型」と評している。また、讀賣テレビ放送の諏訪道彦は「第一印象はあまり多くを語る感じじゃなく「とっつきにくい面あるな」と思っていた。でも話していくたびに面白キャラクターへの興味が増していった」と語っている。

## 主な参加作品

### テレビアニメ
- ハートキャッチプリキュア!（2010 - 2011年、アシスタントプロデューサー）
- トリコ（2011年、サブプロデューサー）
- 聖闘士星矢Ω（2012年 - 2014年、プロデューサー）
- ドラゴンボール改（2014年、プロデューサー）
- クズの本懐（2017年、プロデューサー）
- 恋は雨上がりのように（2018年、プロデューサー）

### OVA
- ドラゴンボール エピソード オブ バーダック（2011年、企画）
- DRAGON BALL 超サイヤ人絶滅計画（2011年、企画）

### 劇場アニメ
- 映画 プリキュアオールスターズ みんなで歌う♪奇跡の魔法!（2016年、企画）
- 劇場版シティーハンター 〈新宿プライベート・アイズ〉（2019年、プロデューサー）

### 特撮テレビドラマ
- 烈車戦隊トッキュウジャー（2014年、サブプロデューサー）
- 手裏剣戦隊ニンニンジャー（2015年、サブプロデューサー）